# Sporting Club de préparation olympique
Le SCPO ou Sporting Club de préparation olympique est un club de basket-ball français basé à Paris, aujourd'hui disparu du haut-niveau.

## Histoire
1919 : création du Sporting Club de Paris Orléans, club omnisports des cheminots, constitué alors de 4 sections. En 1932 création de la section basket sous l’ossature du patronage de la Sportive d’Ivry-Port.

1936 : création de la Société nationale des chemins de fer français (SNCF), Le SCPO change alors de nom pour devenir le Sporting Club de préparation olympique, il sera champion de France en 1936 et 1938 battant l'US Métro lors de ses deux finales.
  En 1953 est champion de France Excellence, en battant le PS Bisontin en finale. En 1966 la section basket disparaît pour renaître en 1999.

En 1972 le SCPO change de nouveau de nom et devient le Sporting Cheminot de Pratiques Omnisports.

## Palmarès
- Championnat de France :
  - Champion (2) :  1936, 1938

### Les finales du Sporting Club de Préparation Olympique
En championnat de France de première division
| Date de la finale | Vainqueur  | Score   | Finaliste | Lieu de la finale          |
| ----------------- | ---------- | ------- | --------- | -------------------------- |
| 23 février 1936   | SCPO Paris | 33 – 23 | US Métro  | Stade Roland-Garros, Paris |
| 24 avril 1938     | SCPO Paris | 33 – 23 | US Métro  | Stade Roland-Garros, Paris |

## Entraîneurs successifs
- Henri Le Men
- Roger Bracon

## Joueurs marquants du club
| Champions de France d'Excellence | 1935-1936 : Chireix • Dauzier • Bounaix • Caillet • Georges 1937-1938 : 3. Georges • 4.Caillet (Cap.) • 7. Granger • 8.Bounaix • 9. Chireix • Entraîneur : Bounaix |